# Рулевая трапеция Аккермана
Рулевая трапеция Аккермана — специальное геометрическое расположение рычагов в рулевом управлении автомобиля или другого транспортного средства, предназначенное для решения проблемы, когда колеса внутри и снаружи поворота должны описывать круги разного радиуса.
Устройство изобретено немецким инженером Георгом Ланкеншпергером из Мюнхена в 1816 году, а затем, в 1818 году, запатентован Рудольфом Аккерманом (1764—1834), его агентом в Англии, для экипажей, запряжённых лошадьми. Возможно, Эразм Дарвин ранее заявлял о себе как об изобретателе с упоминанием 1758 года. Он разработал свою систему рулевого управления, потому что был ранен, когда карета опрокинулась.

Простая аппроксимация геометрии Аккермана

Механизм управления Аккермана

## Преимущества
Цель геометрии Аккермана состоит в том, чтобы избежать бокового скольжения шин при движении по кривой. Геометрическим решением этой проблемы является расположение осей всех колес вдоль радиусов окружностей с общим центром. Поскольку ось задних колёс неподвижна относительно корпуса, этот центр должен находиться на прямой, определяемой задней осью. Пересечение осей передних колес на этой же линии также требует, чтобы внутреннее переднее колесо поворачивалось при повороте на больший угол, чем внешнее колесо.
Вместо предыдущего «поворотного» рулевого управления, при котором оба передних колеса поворачивались вокруг общей оси, каждое колесо получило свою собственную ось, расположенную близко к собственной ступице. Будучи более сложной, такая компоновка повышает управляемость за счет исключения больших воздействий со стороны дорожного покрытия на конец длинного рычага, а также значительно сокращает ход управляемых колес вперёд-назад. Соединение между этими ступицами соединяет два колеса вместе, и при тщательном подборе размеров соединения можно приблизительно воспроизвести геометрию Аккермана. Это было достигнуто за счет того, что рычажное соединение было выполнено не в виде простого параллелограмма, а за счет того, что длина направляющей тяги (подвижного звена между ступицами) была короче длины оси, и рулевые рычаги ступиц оказались «выступающими наружу». По мере перемещения рулевого управления колеса поворачивались, согласно Аккерману, при этом внутреннее колесо поворачивалось еще больше. Если направляющий стержень расположен впереди оси, он должен быть длиннее по сравнению с ней, таким образом сохраняя тот же самый «сход».

## Дизайн и выбор геометрии
Простое приближение к идеальной геометрии рулевого управления по Аккерману может быть получено путем перемещения точек поворота рулевого управления таким образом, чтобы они лежали на линии, проведенной между цапфами рулевого управления, которая является точкой поворота, и центром задней оси. Точки поворота рулевого управления соединены жесткой планкой, называемой рулевой тягой, которая также может быть частью рулевого механизма, например, в виде реечной передачи. При идеальном управлении по Аккерману, при любом угле поворота, центральная точка всех кругов, очерченных всеми колесами, будет находиться в общей точке.
Современные автомобили не используют рулевое управление по методу Аккермана в чистом виде, отчасти потому, что оно игнорирует важные динамические эффекты, но этот принцип подходит для маневров на низкой скорости. Некоторые гоночные автомобили используют обратную геометрию Аккермана, чтобы компенсировать большую разницу в угле скольжения между внутренними и внешними передними шинами при прохождении поворотов на высокой скорости. Использование такой геометрии помогает снизить температуру шин при прохождении поворотов на высокой скорости, но ухудшает производительность при маневрах на низкой скорости.